# 宇都宮芳明
宇都宮 芳明（うつのみや よしあき、1931年11月2日 - 2007年）は、日本の哲学者・倫理学者。北海道大学名誉教授。実存主義研究、カント研究を専門とし、多数の業績を残した。
『カントと神 理性信仰・道徳・宗教』（岩波書店）で、第12回（1999年度）和辻哲郎文化賞を受賞。

## 来歴
東京生まれ。1954年東京大学文学部哲学科卒業） 1959年同大学院人文科学研究科博士課程単位取得退学。東京大学助手、北海道大学専任講師。助教授、教授を経て） 1995年定年退官、名誉教授。放送大学客員教授、北海道情報大学教授。
教え子に、カント研究者の新田孝彦などがいる。

## 著書
- 『ヤスパース』（清水書院、センチュリーブックス 人と思想） 1969、新装版 2014
- 『哲学の視座』（弘文堂選書） 1978
- 『人間の間と倫理 - 倫理基準の検討と倫理理論の批判』（以文社） 1980
- 『フォイエルバッハ』（清水書院、センチュリーブックス 人と思想） 1983、新装版 2016
- 『倫理学入門』（放送大学） 1997、のちちくま学芸文庫 2019
- 『カントと神 理性信仰・道徳・宗教』（岩波書店） 1998 - 第12回（1999年度）和辻哲郎文化賞
- 『テキスト哲学』（丸善プラネット） 2002
- 『カントの啓蒙精神 - 人類の啓蒙と永遠平和にむけて』（岩波書店） 2006
- 『人間の哲学の再生にむけて - 相互主体性の哲学』（世界思想社） 2007

### 編著
- 『西洋倫理思想 - その歴史と形態』（弘文堂、弘文堂入門双書） 1980
- 『倫理学を学ぶ人のために』（熊野純彦共編、世界思想社） 1994
- 『カント哲学のコンテクスト』（熊野純彦, 新田孝彦共編、北海道大学図書刊行会） 1997

## 翻訳
- 『ロゴス・モイラ・アレーテイア』（ハイデッガー、理想社、ハイデッガー選集33） 1983

タイトルは「言葉・運命・真理」の意味。

### カント
- 『宗教論』（カント、飯島宗享共訳、理想社、カント全集9） 1974
- 『永遠平和のために』（カント、岩波文庫） 1985、ワイド版 2005
- 『道徳形而上学の基礎づけ』（カント、以文社） 1989、新装版 2004
- 『実践理性批判』（カント、以文社） 1990、新装版 2004
- 『判断力批判』全2巻（カント、以文社） 1994、新装版 2004
- 『純粋理性批判』全2巻（カント、共訳、以文社） 2004